# HD 25700
HD 25700，又名BD-16 770，SAO 149345、HR 1263，是一颗恒星，视星等为6.39，位于銀經209.94，銀緯-44.34，其B1900.0坐标为赤經3h 59m 35.6s，赤緯-16° -44.34′ 41″。